# パリ条約 (1802年5月20日)
パリ条約（パリじょうやく、ドイツ語: Pariser Vertrag）は1802年5月20日、フランス統領政府とヴュルテンベルク公国の間で締結された条約。

## 背景
フランス革命戦争中、フランスはライン左岸の帝国領、すなわちヴュルテンベルク公国領のモンベリアル伯領、中世からのライヒェンヴァイアー、ホルブルク荘園を占領した。フランスと神聖ローマ帝国の間で戦争がまだ続いていた1796年、フランスとヴュルテンベルクは秘密条約のパリ条約を締結、ヴュルテンベルクがライン左岸の領地を放棄する代わりに、フランスは帝国との講和交渉においてヴュルテンベルクのライン右岸における領土拡大を交渉することを約束した。
1797年のカンポ・フォルミオ条約の後、領土変更の交渉がラシュタット会議でなされたが、戦闘の再開により会議が中止され、1801年のリュネヴィルの和約締結によって交渉がようやく再開された。カンポ・フォルミオとリュネヴィルの2つの条約において、皇帝フランツ2世はライン左岸を放棄してフランスに割譲することに同意せざるを得なかった。

## 締結の経過
リュネヴィルの和約では、フランスに領土を割譲した諸侯の損失を補償するために帝国代表者会議の開催を決定した。補償は聖界諸侯の世俗化と帝国自由都市の陪臣化によって統治権が失われた領土で行われた。その裏にはナポレオン・ボナパルトが交渉を行い、会議の決議を影響した。
1802年、ヴュルテンベルク公フリードリヒ3世は国務長官フィリップ・クリスティアン・フォン・ノルマン＝エーレンフェルスをパリに派遣してヴュルテンベルクが得る補償について交渉した。フォン・ノルマンは1796年の約束を大幅に拡大させることに成功した。1796年の協議ではオーバーキルヒ、エルヴァンゲン侯領、ツヴィーファルテン修道院だけ約束されたが、1802年の交渉ではオーバーキルヒをバーデンに譲る代わりに多くの帝国都市と聖界諸侯領を確保した。
これらの約束は1803年の帝国代表者会議主要決議で確認されたが、ヴュルテンベルクなど領土を拡大した領邦の多くは1802年に決議を予想してあらかじめ占領した。さらに、決議ではヴュルテンベルクを公国から選帝侯に昇格させた。
ヴュルテンベルクが得た領土は、帝国自由都市のハイルブロン、エスリンゲン・アム・ネッカー、ロイトリンゲン、シュヴェービッシュ・グミュント、ハル、ロトヴァイル、アーレン、ギンゲン・アン・デア・ブレンツ、ヴァイル・デア・シュタット、ツヴィーファルテン修道院、シェーンタル修道院、コンブルク修道院、ロッテンミュンスター修道院、ハイリグクロイツタル修道院、オーバーシュテンフェルト修道院、マルグレトハウゼン修道院、デューレンメッツテッテンの村だった。

## 影響
ヴュルテンベルク選帝侯はまず、獲得した領土を本領から切り離して、エルヴァンゲンを首府とするノイヴュルテンベルク（「新ヴュルテンベルク」の意）を成立させた。1805年、ヴュルテンベルクは再びフランスと同盟を締結した。同年末に締結されたプレスブルクの和約と1806年のライン同盟成立により、ヴュルテンベルクはさらに領土を拡大、ヴュルテンベルク王国に昇格した。王国に昇格するのと同時に、旧ヴュルテンベルクと新ヴュルテンベルクが合併された。